# Itálie na Hopmanově poháru
Itálie na Hopmanově poháru poprvé startovala ve druhém ročníku hraném roku 1990 a do turnaje zasáhla celkem desetkrát.
Nejlepším výsledkem je čtvrtfinálová účast z roku 1990, když Itálie v prvním kole porazila Švédsko, aby mezi posledními osmi týmy nestačila na Spojené státy. Ve skupinovém herním systému se italským tenistům nepodařilo nikdy postoupit ze základní fáze do finále.

## Tenisté
Tabulka uvádí seznam italských tenistů, kteří reprezentovali stát na Hopmanově poháru.
| Jméno                    | Celkem V/P | Dvouhra V/P | Čtyřhra V/P | Poprvé | Počet startů |
| Simone Bolelli           | 3–1        | 1–1         | 2–0         | 2009   | 1            |
| Paolo Canè               | 1–5        | 0–3         | 1–2         | 1990   | 2            |
| Silvia Farinaová Eliaová | 1–4        | 1–2         | 0–2         | 2003   | 1            |
| Fabio Fognini            | 1–4        | 0–3         | 1–1         | 2015   | 1            |
| Laura Golarsová          | 2–2        | 1–1         | 1–1         | 1990   | 1            |
| Flavia Pennettaová       | 6–10       | 2–7         | 4–3         | 2009   | 3            |
| Raffaella Reggiová       | 0–2        | 0–1         | 0–1         | 1991   | 1            |
| Davide Sanguinetti       | 4–14       | 3–7         | 1–7         | 2002   | 3            |
| Andreas Seppi            | 4–7        | 0–6         | 4–1         | 2013   | 2            |
| Francesca Schiavoneová   | 14–10      | 8–5         | 6–5         | 2002   | 4            |
| Potito Starace           | 3–2        | 1–2         | 2–0         | 2011   | 1            |

- V/P – výhry/prohry

## Výsledky
| Rok    | Fáze soutěže     | Místo konání         | Soupeř         | Výsledek | Stav   |
| ------ | ---------------- | -------------------- | -------------- | -------- | ------ |
| 1990   | první kolo       | Burswood Dome, Perth | Švédsko        | 2–1      | výhra  |
| 1990   | čtvrtfinále      | Burswood Dome, Perth | Spojené státy  | 0–3      | prohra |
| 1991   | první kolo       | Burswood Dome, Perth | Jugoslávie     | 0–3      | prohra |
| 20021) | kvalifikace      | Burswood Dome, Perth | Řecko          | 2–1      | výhra  |
| 20021) | základní skupina | Burswood Dome, Perth | Belgie         | 1–2      | prohra |
| 20021) | základní skupina | Burswood Dome, Perth | Spojené státy  | 2–1      | výhra  |
| 20021) | základní skupina | Burswood Dome, Perth | Francie        | 2–1      | výhra  |
| 20032) | základní skupina | Burswood Dome, Perth | Austrálie      | 0–3      | prohra |
| 20032) | základní skupina | Burswood Dome, Perth | Česko          | 1–2      | prohra |
| 20032) | základní skupina | Burswood Dome, Perth | Slovensko      | 0–3      | prohra |
| 2005   | základní skupina | Burswood Dome, Perth | Argentina      | 1–2      | prohra |
| 2005   | základní skupina | Burswood Dome, Perth | Německo        | 1–2      | prohra |
| 2005   | základní skupina | Burswood Dome, Perth | Rusko          | 2–1      | výhra  |
| 20093) | základní skupina | Burswood Dome, Perth | Rusko          | 1–2      | prohra |
| 20093) | základní skupina | Burswood Dome, Perth | Francie        | 2–1      | výhra  |
| 20093) | základní skupina | Burswood Dome, Perth | Tchaj-wan      | 3–0      | výhra  |
| 20114) | základní skupina | Burswood Dome, Perth | Velká Británie | 2–1      | výhra  |
| 20114) | základní skupina | Burswood Dome, Perth | Spojené státy  | 1–2      | prohra |
| 20114) | základní skupina | Burswood Dome, Perth | Francie        | 0–3      | prohra |
| 2013   | základní skupina | Perth Arena, Perth   | Srbsko         | 1–2      | prohra |
| 2013   | základní skupina | Perth Arena, Perth   | Německo        | 2–1      | výhra  |
| 2013   | základní skupina | Perth Arena, Perth   | Austrálie      | 1–2      | prohra |
| 20145) | základní skupina | Perth Arena, Perth   | Polsko         | 0–3      | prohra |
| 20145) | základní skupina | Perth Arena, Perth   | Austrálie      | 2–1      | výhra  |
| 20145) | základní skupina | Perth Arena, Perth   | Kanada         | 0–3      | prohra |
| 20156) | základní skupina | Perth Arena, Perth   | Spojené státy  | 0–3      | prohra |
| 20156) | základní skupina | Perth Arena, Perth   | Česko          | 0–3      | prohra |
| 20156) | základní skupina | Perth Arena, Perth   | Kanada         | 1–2      | prohra |

1) V zápase proti Francii získala Itálie dva body díky skreči francouzské hráčky Virginie Razzanové, která nemohla nastoupit do dvouhry ani do smíšené čtyřhry.

2) Itálie neodehrála smíšenou čtyřhru proti Austrálii.

3) V roce 2009 nebyl tchajwanský hráč schopen nastoupit proti Itálii do dvouhry ani smíšené čtyřhry.

4) V roce 2011 musela Francesca Schiavoneová skrečovat dvouhru proti Francii a nenastoupila ani do smíšené čtyřhry, čímž dva body připadly Francii.

5) Ve čtyřhře proti Polsku zastoupil Andrease Seppiho Australan Oliver Anderson. V zápase proti Kanadě odstoupila ze dvouhry Flavia Pennettaová a následně ji ve čtyřhře nahradila Australanka Bojana Bobusicová.

6) Fabio Fognini nenastoupil v roce 2015 do mixu proti České republice, která jej vyhrála kontumačně 6–0, 6–0. Přesto byl zápas odehrán ve formě prodlouženého setu s australským náhradníkem Benjaminem Mitchellem.